# Ella Solgaard
Ella Solgaard ist eine dänische Schauspielerin.

## Leben
2015 hatte Solgaard bei dem Film What We Become erstmals eine Rolle inne. Sie spielte 2016 in der Fernsehserie Splitting Up Together erstmals einen größeren Handlungsbogen. 2017 war sie in Man Divided zu sehen.
Außerdem wurde Solgaard 2019 für den Film Königin gecastet. Unter anderem trat sie 2020 in der Serie Stikker auf. 2022 setzte sie ihre Karriere in Salsa fort.

## Filmografie
- 2015: What We Become (Sorgenfri)
- 2016: Splitting Up Together (Bedre skilt end aldrig, Fernsehserie, 8 Folgen)
- 2017: Man Divided (QEDA)
- 2019: Königin (Dronningen)
- 2020: Stikker (Fernsehserie, 3 Folgen)
- 2022: Salsa (Fernsehserie, 4 Folgen)